# Masato Katayama
Masato Katayama (片山 真人 Katayama Masato?, nacido el 19 de abril de 1984 en Osaka) es un exfutbolista japonés. Jugaba de delantero y su último club fue el Matsumoto Yamaga FC de Japón.

## Trayectoria

### Clubes
| Club                | País  | Año         |
| ------------------- | ----- | ----------- |
| Matsumoto Yamaga FC | Japón | 2007        |
| FC Gifu             | Japón | 2008 - 2009 |
| Mito HollyHock      | Japón | 2010        |
| Matsumoto Yamaga FC | Japón | 2011 - 2012 |

## Estadística de carrera

### J. League
| Club                | Año   | J. League | J. League | Copa J. League | Copa J. League | Total | Total |
| Club                | Año   | Part.     | Goles     | Part.          | Goles          | Part. | Goles |
| ------------------- | ----- | --------- | --------- | -------------- | -------------- | ----- | ----- |
| FC Gifu             | 2008  | 36        | 8         | -              | -              | 36    | 8     |
| FC Gifu             | 2009  | 11        | 0         | -              | -              | 11    | 0     |
| Mito HollyHock      | 2010  | 29        | 6         | -              | -              | 29    | 6     |
| Matsumoto Yamaga FC | 2012  | 7         | 0         | -              | -              | 7     | 0     |
| Total               | Total | 83        | 14        | 0              | 0              | 83    | 14    |